# Sam Welsford
Sam Welsford, född den 19 januari 1996 i Perth, Western Australia, är en australisk tävlingscyklist.
Han tog OS-silver i lagförföljelse i samband med de olympiska tävlingarna i cykelsport 2016 i Rio de Janeiro. Vid sommarspelen i Tokyo 2021 tog han en bronsmedalj i samma gren.
Vid VM 2019 var Welsford en del av det australiska lag som tog guld i lagförföljelse på världsrekordtid, han tog även guld i scratch mindre än en halvtimme senare. Vid OS 2024 ingick han i det australiska lag som tog guld i lagförföljelse.